# Kleingebiet Szeghalom

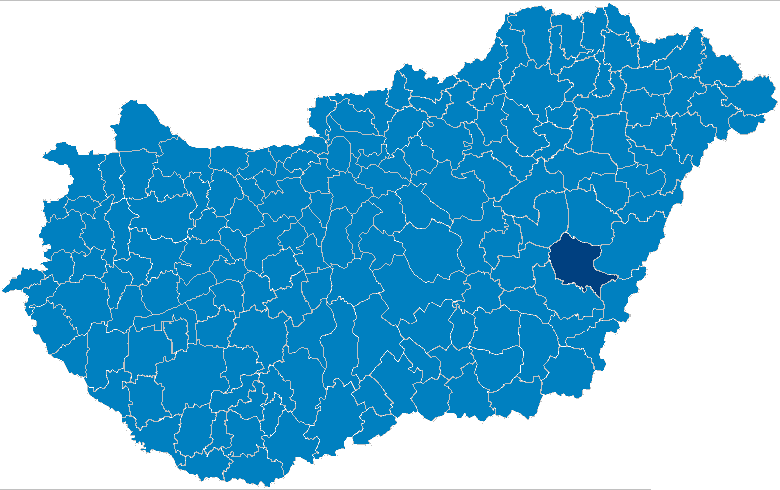
Lage des Kleingebietes in Ungarn

Das Kleingebiet Szeghalom (ungarisch Szeghalomi kistérség) war bis Ende 2012 eine ungarische Verwaltungseinheit (LAU 1) im Norden des Komitats Békés in der Südlichen Großen Tiefebene.
Das Kleingebiet hatte 39.366 Einwohner (Stand Ende 2012) auf einer Fläche von 1009,73 km² und umfasste neun Gemeinden.
Die Verwaltung des Kleingebietes befindet sich in der Stadt Szeghalom.

## Städte
- Dévaványa (7.967 Ew.)
- Füzesgyarmat (5.887 Ew.)
- Körösladány (4.661 Ew.)
- Szeghalom (9.412 Ew.)
- Vésztő (7.039 Ew.)

## Gemeinden
- Bucsa
- Ecsegfalva
- Kertészsziget
- Körösújfalu

Koordinaten: 47° 2′ N, 21° 6′ O